# Ham Yeong-jun
Ham Yeong-jun (kor. 함영준; * 4. Mai 1997) ist ein südkoreanischer Fußballspieler.

## Karriere
Ham Yeong-jun erlernte das Fußballspielen in der Schulmannschaft der Hansol Elementary School, den Jugendmannschaften von Daejeon Citizen, Hanam FC, und Jingeo NK JFC sowie in der Universitätsmannschaft der Open Cyber University in Südkorea. 2019 wechselte er nach Japan zum FC Gifu. Der Verein aus Gifu, einer Großstadt in der Präfektur Gifu auf Honshū, der Hauptinsel von Japan, spielte in der zweithöchsten Liga des Landes, der J2 League. In seiner ersten Saison stand er achtmal in der zweiten Liga auf dem Spielfeld. Ende 2019 musste er mit Gifu in die dritte Liga absteigen. Nach insgesamt zehn Spielen für Gifu wechselte er im Februar 2021 zum südkoreanischen Viertligisten Jinju Citizen FC nach Jinju.
| Personendaten    | Personendaten                  |
| ---------------- | ------------------------------ |
| NAME             | Ham, Yeong-jun                 |
| ALTERNATIVNAMEN  | 함영준 (koreanisch)            |
| KURZBESCHREIBUNG | südkoreanischer Fußballspieler |
| GEBURTSDATUM     | 4. Mai 1997                    |
| GEBURTSORT       | Südkorea                       |